# Le miserie del signor Travet
Le miserie del signor Travet è un film del 1945 diretto da Mario Soldati e interpretato da Carlo Campanini, nel suo primo ruolo di attore protagonista, al fianco di Alberto Sordi e Gino Cervi. Il film è tratto dall'omonima commedia ottocentesca in lingua piemontese di Vittorio Bersezio Le miserie 'd Monsù Travet.
Questo fu il primo film in assoluto trasmesso dalla Rai il 3 gennaio 1954, data in cui iniziò il regolare servizio televisivo in Italia.

## Trama
Il signor Ignazio Travet è un funzionario regio della Torino della fine Ottocento, lavora come impiegato nello stesso ufficio da 32 anni. Benché sia un uomo attento e scrupoloso sul lavoro, in tanti anni non ha mai ottenuto una promozione a causa dell'astio ingiustificato del capo sezione nei suoi confronti. Travet è un uomo mite e remissivo e non osa mai ribellarsi, anche in casa dove la sua seconda moglie, Rosa, ancora giovane e bella, non perde occasione per trattarlo male e fargli subire le sue ambizioni. Nella vita di Travet, però, entra casualmente un commendatore, un suo superiore, che porterà nuove miserie in casa Travet.
Alla vicenda principale si intrecciano quella di un memorabile scocciatore, interpretato da Sordi, e quella del contrastato fidanzamento della figlia di Travet, Marianin, con un giovane che Rosa, la moglie di Travet, considera di estrazione sociale più bassa, perché figlio di un panettiere. La signora Travet si lascia corteggiare dal commendatore e Travet, per reazione, si ribella alle insinuazioni dei colleghi e viene licenziato. Facendo tacere i pregiudizi si adatterà a lavorare in una panetteria.

## Riconoscimenti
Il film ottenne due Nastri d'argento nel 1946: uno a Gino Cervi come miglior attore non protagonista e un secondo a Piero Filippone per la scenografia.

## Produzione
A causa della guerra ancora in corso il film non fu girato a Torino, ma a Roma. Torino era per Soldati la città che rappresentava al tempo il ritorno alla libertà. Il regista ricostruì in un teatro un pezzo di una via di Torino, lui stesso lavorò alla scenografia insieme a scenografi e muratori. Per gli esterni cercò luoghi romani che ricordassero la capitale sabauda. In più tutti gli attori, a parte Alberto Sordi e Gino Cervi, sono piemontesi.

## Critica
Il critico Pietro Bianchi scrisse l'11 giugno 1946: «Il film che Soldati ha tratto dal vecchio capolavoro di Bersezio è piaciuto giustamente al pubblico e ai critici. [...] Possiamo dire che Soldati ha superato con quest'ultimo film il punto morto cui s'era ridotto in questi ultimi anni».
La rivista numero 20 di Segnalazioni Cinematografiche del 1946 scrisse: «La accurata indagine psicologica dei personaggi, la perfetta ambientazione, la narrazione fluida e controllata oltre ad una ottima interpretazione, rendono questo film assai notevole».
Il critico Achille Valdata su Cine Teatro del 1º marzo 1946, n. 5, scrisse: « [...] (il film) è oggi, dal punto di vista produttivo, tecnico, fotografico, l'opera più impeccabile dello schermo italiano. Da Soldati, a De Laurentiis, a Terzano, ai minori e oscuri artefici, tutti hanno contribuito a fare di questo un film di classe superiore. Esteticamente, visivamente, siamo dunque a posto. Dove invece possiamo avanzare riserve è nel trapasso dalla commedia di Bersezio dalla ribalta allo schermo [...]. Innanzitutto si è avuto il torto di fare di Travet un tipo ridicolo, un tonto [...]. Spettacolarmente il personaggio ne guadagna per l'ilarità che suscita, ma si rimpicciolisce, si svuota per l'umanità, la schiettezza che perde [...]. E come si è alterato il Travet (nella commedia il tipico impiegato regio ottocentesco, laborioso e dignitoso) si sono traditi gli altri personaggi di contorno e di sfondo. Ma nonostante le rilevate discrepanze nei confronti del testo ispiratore, il film resta degno di attenta considerazione e meritevole di quel successo che infatti non gli è mancato».
L'interpretazione di Carlo Campanini è notevole.

## Incassi
Il film incassò 33.600.000 lire.